# Xivita de Christmas
La xivita de Kiritimati (Prosobonia cancellata) és un ocell limícola de la família dels escolopàcids (Scolopacidae) que es va extingir en algun moment de la primera meitat del segle xix. Era endèmica de l'illa Kiritimati a Kiribati.